# غينكي هيراكاوا
غينكي هيراكاوا (باليابانية: 平川 元樹) (مواليد 8 يوليو 1996) هو لاعب كرة قدم ياباني.

## وصلات خارجية
- غينكي هيراكاوا على موقع رابطة كرة القدم اليابانية للمحترفين (اليابانية)
- غينكي هيراكاوا على موقع Soccerway.com (الإنجليزية)
- غينكي هيراكاوا على موقع عالم كرة القدم.نت (الإنجليزية)